# Mirko Baschetti
Mirko Baschetti (* 2. Dezember 1971 in Oelde) ist ein ehemaliger deutscher Fußballspieler.

## Sportliche Laufbahn
Noch als A-Jugendlicher wurde Baschetti 1989 in den Kader der Profimannschaft des VfL Osnabrück berufen. Im darauf folgenden Jahr kam er zu ersten Einsätzen der Zweitligamannschaft. Er wechselte zu Hannover 96 und beendete Im Sommer 2002 nach zuletzt zahlreichen Verletzungen seine aktive Laufbahn als Profi, spielte aber noch in Mannschaften unterer Ligen.

## Trivia
Im Anschluss an seine Karriere zog er nach Wunstorf, wo er Inhaber einer Werbeagentur ist und bis 2021 Herausgeber eines Stadtmagazins („Auepost“) war. Der Sozialpädagoge ist auch als Dozent und Coach tätig; zudem fungiert das Multitalent als Webdesigner. Neben der deutschen hat er auch die italienische Staatsbürgerschaft. Nachdem Baschetti lange in Wunstorf und dann in Hannover gelebt hat, wohnt er jetzt aus familiären Gründen in der Wedemark.

### Statistik
- 8 Spiele in der U-21
- 97 Spiele in der 2. Fußball-Bundesliga

### Erfolge
- 2002: Aufstieg in die 1. Bundesliga mit Hannover 96